# Lothar Hause
Lothar Hause (* 22. října 1955, Lübbenau) je bývalý východoněmecký fotbalista, obránce.

## Fotbalová kariéra
Ve východoněmecké oberlize hrál za Vorwärts Frankfurt. Nastoupil ve 281 ligových utkáních a dal 27 gólů. V Poháru UEFA nastoupil v 9 utkáních. Za reprezentaci Východního Německa (NDR) nastoupil v letech 1978–1982 v 9 utkáních a dal 1 gól. V roce 1980 byl členem stříbrného východoněmeckého týmu na LOH 1980 v Moskvě, nastoupil ve všech 6 utkáních a dal 1 gól.

## Ligová bilance
| Ročník           | Zápasy | Góly | Klub                     |
| ---------------- | ------ | ---- | ------------------------ |
| I. liga 1973/74  | 5      | 0    | Vorwärts Frankfurt       |
| I. liga 1974/75  | 12     | 1    | Vorwärts Frankfurt       |
| I. liga 1975/76  | 11     | 1    | Vorwärts Frankfurt       |
| I. liga 1976/77  | 25     | 2    | Vorwärts Frankfurt       |
| I. liga 1977/78  | 26     | 2    | Vorwärts Frankfurt       |
| II. liga 1978/79 | 11     | 5    | Vorwärts Frankfurt       |
| I. liga 1979/80  | 13     | 1    | Vorwärts Frankfurt       |
| I. liga 1980/81  | 18     | 3    | Vorwärts Frankfurt       |
| I. liga 1981/82  | 25     | 3    | Vorwärts Frankfurt       |
| I. liga 1982/83  | 13     | 4    | Vorwärts Frankfurt       |
| I. liga 1983/84  | 24     | 2    | Vorwärts Frankfurt       |
| I. liga 1984/85  | 24     | 1    | Vorwärts Frankfurt       |
| I. liga 1985/86  | 24     | 3    | Vorwärts Frankfurt       |
| I. liga 1986/87  | 26     | 3    | Vorwärts Frankfurt       |
| I. liga 1987/88  | 21     | 1    | Vorwärts Frankfurt       |
| I. liga 1988/89  | 22     | 6    | Vorwärts Frankfurt       |
| II. liga 1989/90 | 32     | 1    | Vorwärts Frankfurt       |
| II. liga 1989/90 | 11     | 0    | FC Viktoria 91 Frankfurt |
| CELKEM I. liga   | 281    | 27   |                          |